# 관노부
관노부(灌奴部), 또는 관나부(貫那部)는 고구려 오부 중 하나이다.
9대 고국천왕에 의해 5부가 행정적 5부(동·서·남·북·중)로 개편된 뒤에는 남부(南部), 전부(前部) 또는 적부(赤部)로 불렸다.

## 개요
냇가나 계곡에서 형성된 집단으로 추정되며, 고구려의 초기 건국세력으로서 계루부의 통제 아래 여러부들과 국가의 정치에 참여했다.
《삼국사기》에는 태조대왕이 관나부 패자 달가를 보내 조나(藻那)를 정벌해 그 왕을 포로로 삼았다는 기록이 남아 있으며,《삼국지》에는 동천왕의 모친이 관노부 출신이라고 한다. 또한 중천왕의 소후인 관나부인(貫那夫人) 등이 존재하며 그녀의 경우 연나부 출신의 왕비인 연씨(掾氏)에게 시골뜨기(田舍之女)라는 모욕을 당했다는 기록을 보아 3세기 이후부터는 세력이 다른 부들에 비해 약해졌을 것으로 추정된다.

## 같이 보기
- 계루부
- 관노부
- 소노부
- 순노부
- 절노부